# Ga Bopyeong
Ga Bopyeong (tiếng Hàn: 보평역; Hanja: 洑坪驛) là ga của Everline ở Yubang-dong, Cheoin-gu, Yongin-si, Hàn Quốc.

## Bố trí ga
| Gojin ↑   |
| \| N/B    |
| ↓ Dunjeon |

| Hướng Bắc | ●Tuyến EverLine | ← Hướng đi Giheung            |
| Hướng Nam | ●Tuyến EverLine | → Hướng đi Jeondae–Everland → |